# 樋口宅三郎
樋口 宅三郎（ひぐち たくさぶろう、1901年10月27日 - 1982年4月14日）は、日本の経営者。神奈川新聞社社長を務めた。宮城県出身。

## 経歴・人物
岩手県の釜石鉱山での勤務を経て、1920年に横須賀の相模中央新聞社に入社。
1922年に大正日日新聞社での勤務を経て、1931年4月に横須賀日日新聞を創刊し、1942年には神奈川新聞社を創立し、社長に就任。1946年2月から1968年2月までに会長を務めた。
1982年4月14日急性肺炎のために死去。80歳没。